# McDonnell Douglas MD-80

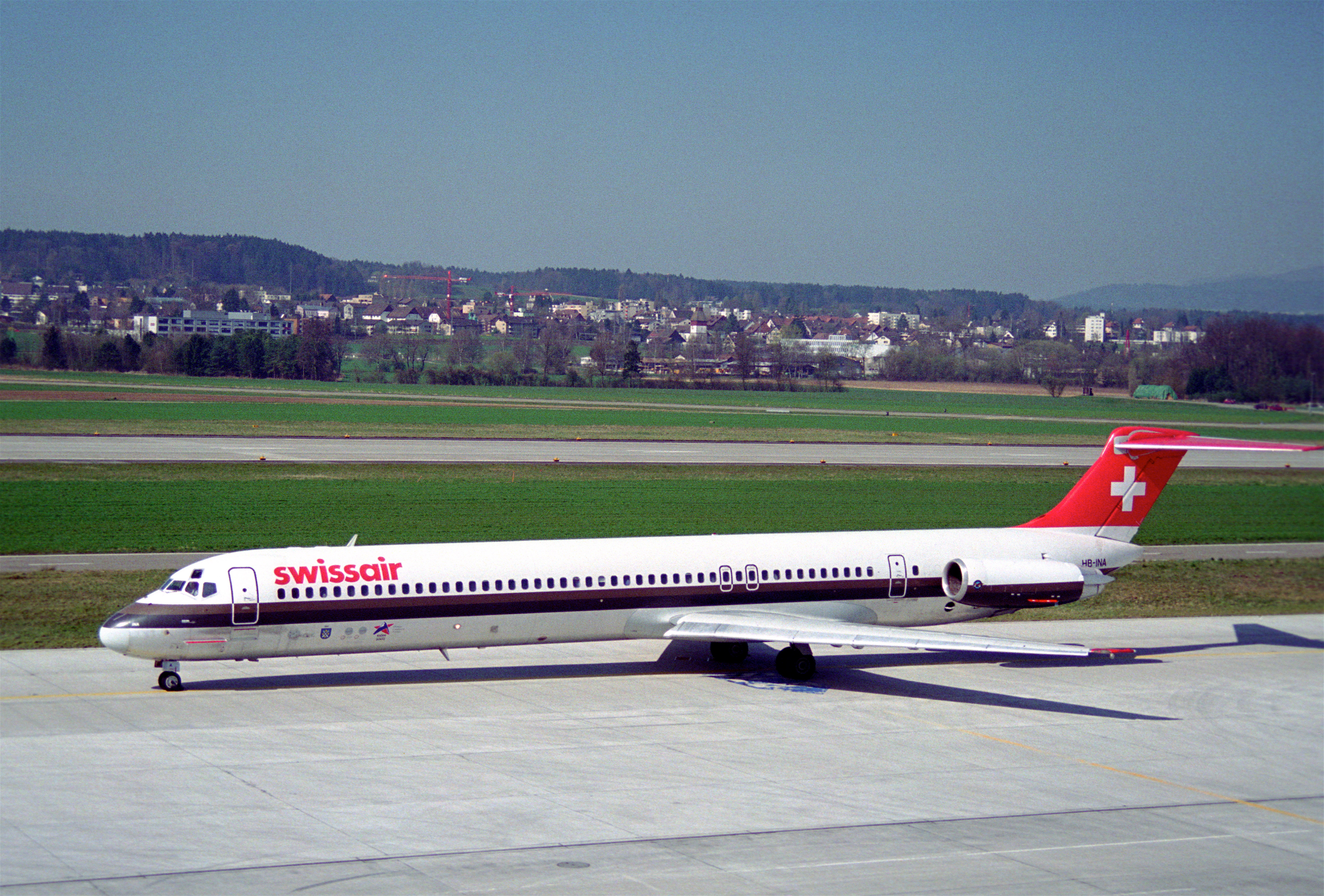
DC-9-81 (MD-81) der Swissair

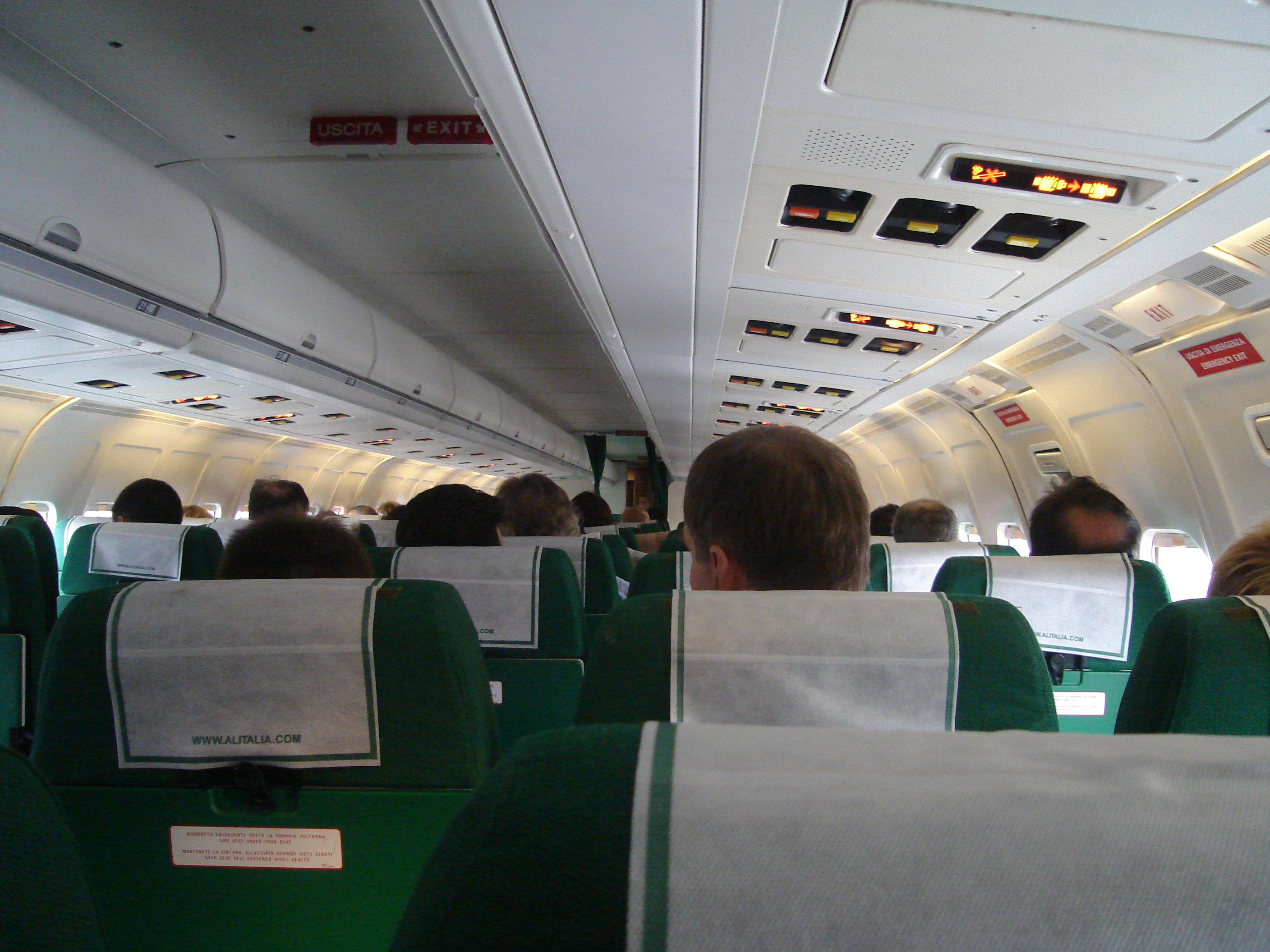
Passagierkabine einer DC-9-82 (MD-82) der Alitalia

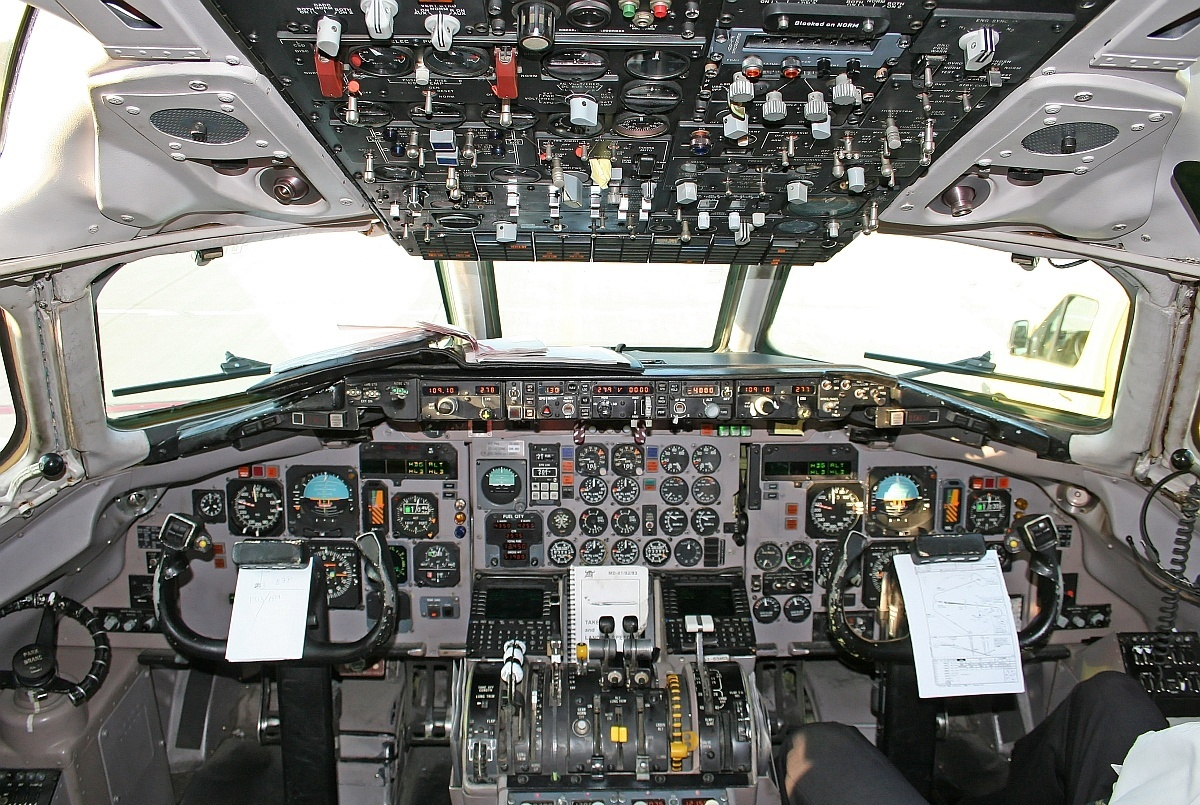
Cockpit einer DC-9-83 (MD-83)

Die McDonnell Douglas MD-80 ist eine Familie von zweistrahligen Schmalrumpfflugzeugen des US-amerikanischen Flugzeugherstellers McDonnell Douglas. Dieses aus der Douglas DC-9 entwickelte Kurz- und Mittelstreckenflugzeug ist mit 1191 verkauften Exemplaren der erfolgreichste Jet von McDonnell Douglas. Seinen Erstflug absolvierte das Flugzeugmuster in der Version MD-81 am 26. Juni 1979.
Die offiziellen Typenbezeichnungen laut Musterzulassung sind jedoch DC-9-81, -82, -83 und -87. Erst die MD-88 und die spätere MD-90 wurden auch amtlich unter diesen Bezeichnungen zugelassen.

## Geschichte
In den 1970er-Jahren wurde eine weitere Streckung der Douglas DC-9 geplant. Das Projekt wurde als DC-9-80 verwirklicht. Am 26. Juni 1979 hob der zweite Prototyp zum Jungfernflug ab. Ende 1980 wurden die ersten MD-81 an die Erstkunden Swissair und Austrian Airlines ausgeliefert.
Mitte der 1980er-Jahre brachte auch Boeing mit der 737-300 eine Weiterentwicklung seines Kurz- und Mittelstreckenflugzeuges heraus; sie benutzte im Gegensatz zur MD-80 die effizienteren Turbofan-Triebwerke vom Typ CFM56. McDonnell Douglas versuchte, mit der MD-87 wieder stärker ins Geschäft zu kommen. Dieses Flugzeug hatte eine ähnliche Kapazität wie die Boeing 737-300 und erweiterte somit das Kapazitätsspektrum der MD-80 nach unten. Auf Veranlassung von Delta Air Lines überarbeitete McDonnell Douglas später die MD-82, woraus die MD-88 hervorging, die 1988 ihren Erstflug absolvierte.
Ende der 1980er Jahre begann Airbus jedoch mit der Airbus-A320-Familie die Rolle von McDonnell Douglas als Alternative zu Boeing zu übernehmen. Die A320-Familie war wie die 737 der zweiten und dritten Generation mit moderneren Triebwerken ausgestattet. Dennoch war McDonnell Douglas weiterhin sehr erfolgreich und konnte in den Jahren 1990 und 1991 jeweils 139 MD-80 ausliefern – die höchste Fertigungsrate in der Produktionsgeschichte. Mitte der 1990er kam die als Nachfolger geplante MD-90 heraus. Dieses Muster konnte jedoch nicht an die alten Erfolge anknüpfen. Nach der Übernahme von McDonnell Douglas durch Boeing im Jahre 1997 wurde das Ende der MD-80-Produktion schnell besiegelt. Die letzte Maschine wurde Ende 1999 ausgeliefert.
Bedingt durch die Verwendung des inzwischen veralteten JT8D-Triebwerks ist die MD-80 weniger treibstoffeffizient als beispielsweise der Airbus A320 oder die neueren Boeing-737-Versionen. Im typischen Flugbetrieb verbraucht das Flugzeug etwa 1050 Gallonen (3974 Liter) Treibstoff pro Flugstunde. Die größere 737-800 verbraucht dagegen nur 850 Gallonen (3217 Liter) pro Stunde (19 % Ersparnis). Einige Fluggesellschaften begannen deshalb im 21. Jahrhundert, ihre Maschinen durch effizientere Typen zu ersetzen – so musterte beispielsweise die Alitalia als größter europäischer Betreiber ihre Flotte von ehemals knapp 100 Exemplaren aus. Der letzte kommerzielle Einsatz bei Alitalia fand am 27. Oktober 2012 statt.
Auch SAS Scandinavian Airlines reduzierte ihre Flotte zum 1. Quartal 2012 auf 26 Exemplare und die übrigen Maschinen wurden bis Ende Oktober 2013 ausgemustert. Der letzte kommerzielle Einsatz fand bei SAS am 26. Oktober 2013 statt.
Mit Stand von Januar 2025 gibt es keine kommerziell eingesetzte MD-80 mehr in Europa. Letzte Betreiber waren die bulgarische European Air Charter sowie ALK Airlines. Am 21. Oktober 2023 flog die DC-9-82 (MD-82) mit dem Kennzeichen LZ-LDP den vorerst letzten regulären Passagierflug einer MD-80 in Europa.
Aktuell sind 2 MD-80 der ALK Airlines am Flughafen Sofia eingelagert.

## Versionen
Entwickelt wurde die MD-80 als weitere Verlängerung der DC-9 unter dem Namen DC-9-80. Aufgrund des negativen Images nach den Unfällen mit der DC-10 wurde vom Hersteller das geschichtsträchtige Kürzel „DC“ fallen gelassen und das Flugzeug unter dem Namen „Super 80“ verkauft. Später wurde das
neue Kürzel „MD“ für McDonnell Douglas eingeführt.
Die offiziellen Typenbezeichnungen in der jeweiligen Musterzulassung blieben jedoch bestehen, also DC-9-81, -82, -83 und -87. Erst die MD-88 und die spätere MD-90 wurden auch amtlich unter diesen Bezeichnungen zugelassen.

### MD-81 (DC-9-81)
Die MD-81 ist die Grundversion der MD-80 mit Pratt & Whitney JT8D-209-Triebwerken (später auch JT8D-217 und -219). Gegenüber der größten DC-9 (der -50) wurde der Rumpf um etwa 4,50 m gestreckt, womit die Maschine bis zu 172 Personen über eine 2879 km lange Strecke transportieren kann. Erstkunde Swissair erhielt am 12. September 1980 die erste MD-80 und war zusammen mit Austrian Airlines Hauptabnehmer dieses Typs.

### MD-82 (DC-9-82) / MD-88

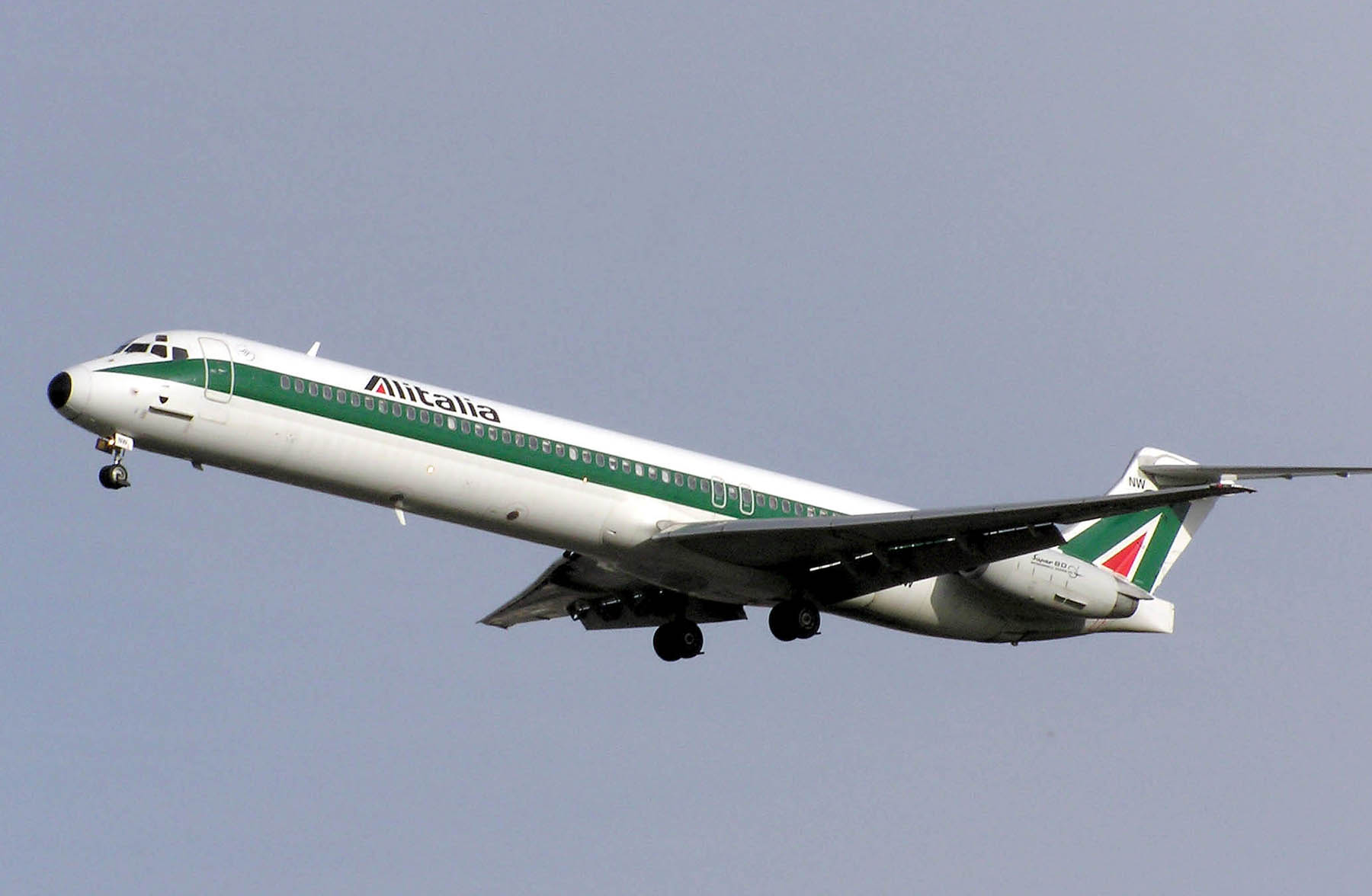
Eine MD-82 (DC-9-82) der Alitalia

Im August 1981, etwa ein Jahr nach der MD-81, wurde die MD-82 beim Erstkunden Republic Airlines (1979–1986) in den Liniendienst gestellt. Bei ihr handelte es sich um eine etwas schwerere Version, die mit Pratt & Whitney JT8D-217- oder -219-Triebwerken auch eine erheblich größere Reichweite von bis zu 3789 km bot. Kapazität und Größe sind identisch mit denen der MD-81. Hauptabnehmer waren Alitalia und American Airlines.
Die MD-82 war mit 569 produzierten Maschinen – von denen 30 in China unter Lizenz gefertigt wurden – das beliebteste Muster der MD-80-Baureihe.
Die MD-88 ist eine Weiterentwicklung der erfolgreichen MD-82 auf Wunsch von Delta Air Lines, welche die erste Maschine im Dezember 1987 erhielt. Der Hauptunterschied besteht im moderneren Cockpit der MD-88.
Von der MD-88 wurden 150 Exemplare gebaut, davon 112 für Delta Air Lines. Die anderen 38 fabrikneuen MD-88 wurden geliefert an Aviaco (13), Aeroméxico (10), Aerolíneas Argentinas (6), Onur Air (5) sowie Midwest Express Airlines und Midway Airlines (je 2).

### MD-83 (DC-9-83)

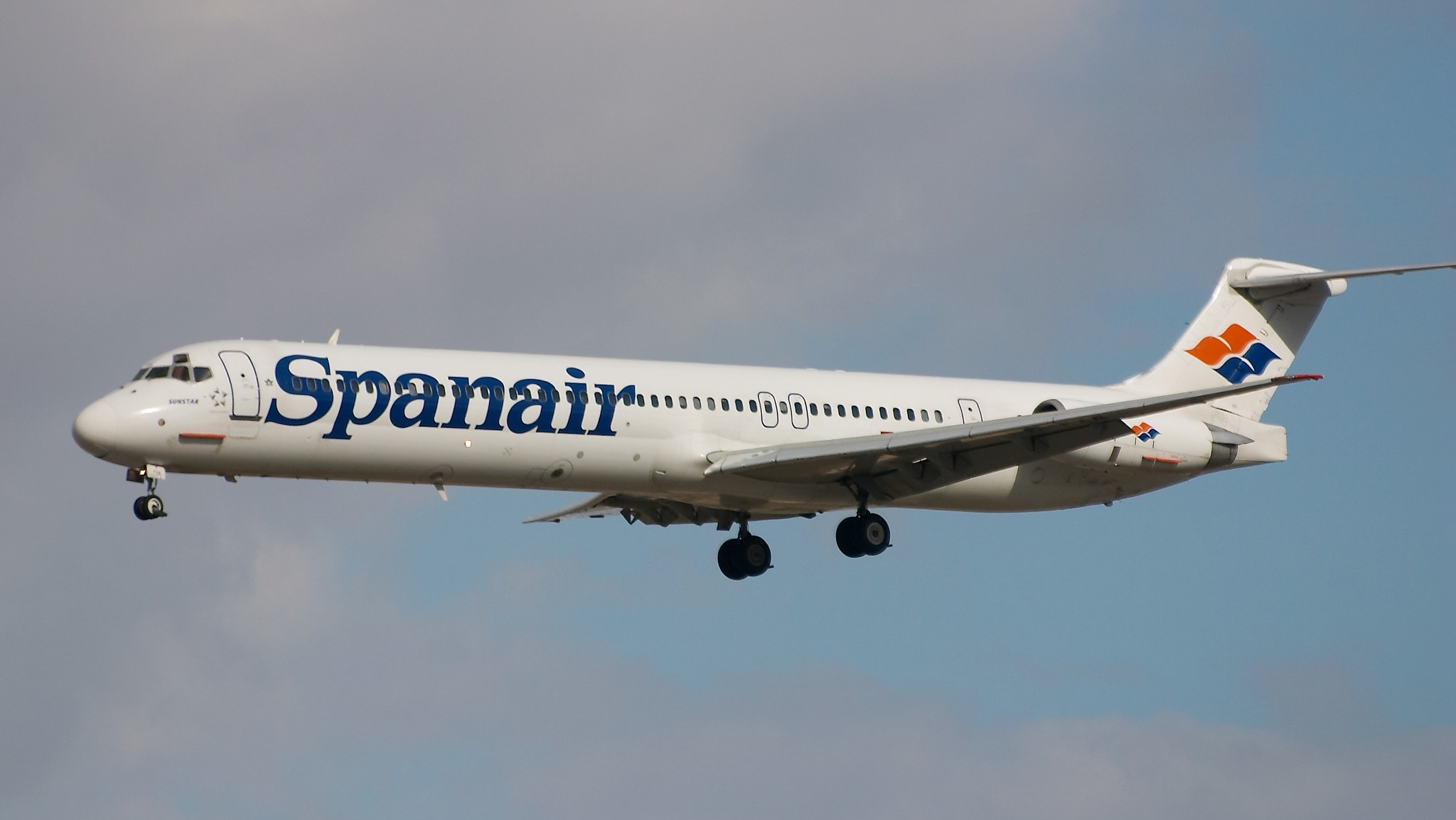
Eine MD-83 (DC-9-83) der Spanair

Gegenüber der MD-82 wurden bei der MD-83 das maximale Abfluggewicht und die Reichweite (durch erhöhte Tankkapazität) erneut erhöht, dieses Mal auf 4395 km (2375 NM), während Abmessungen und Kapazität identisch mit denen der MD-81 blieben. Nur die Kabinenausstattung wurde modernisiert. Als Triebwerk kam fast ausschließlich das JT8D-219 zum Einsatz, einige wenige Maschinen haben jedoch auch das JT8D-217. Diese Version war bei Chartergesellschaften genauso beliebt wie bei Airlines aus klimatisch ungünstigen Regionen (beispielsweise Alaska Airlines und Finnair). Die erste MD-83 wurde am 20. Februar 1985 an den Erstkunden Alaska Airlines übergeben. Nach der MD-82 war dieses Muster mit 265 verkauften Maschinen das zweiterfolgreichste der MD-80-Reihe.

### MD-87 (DC-9-87)

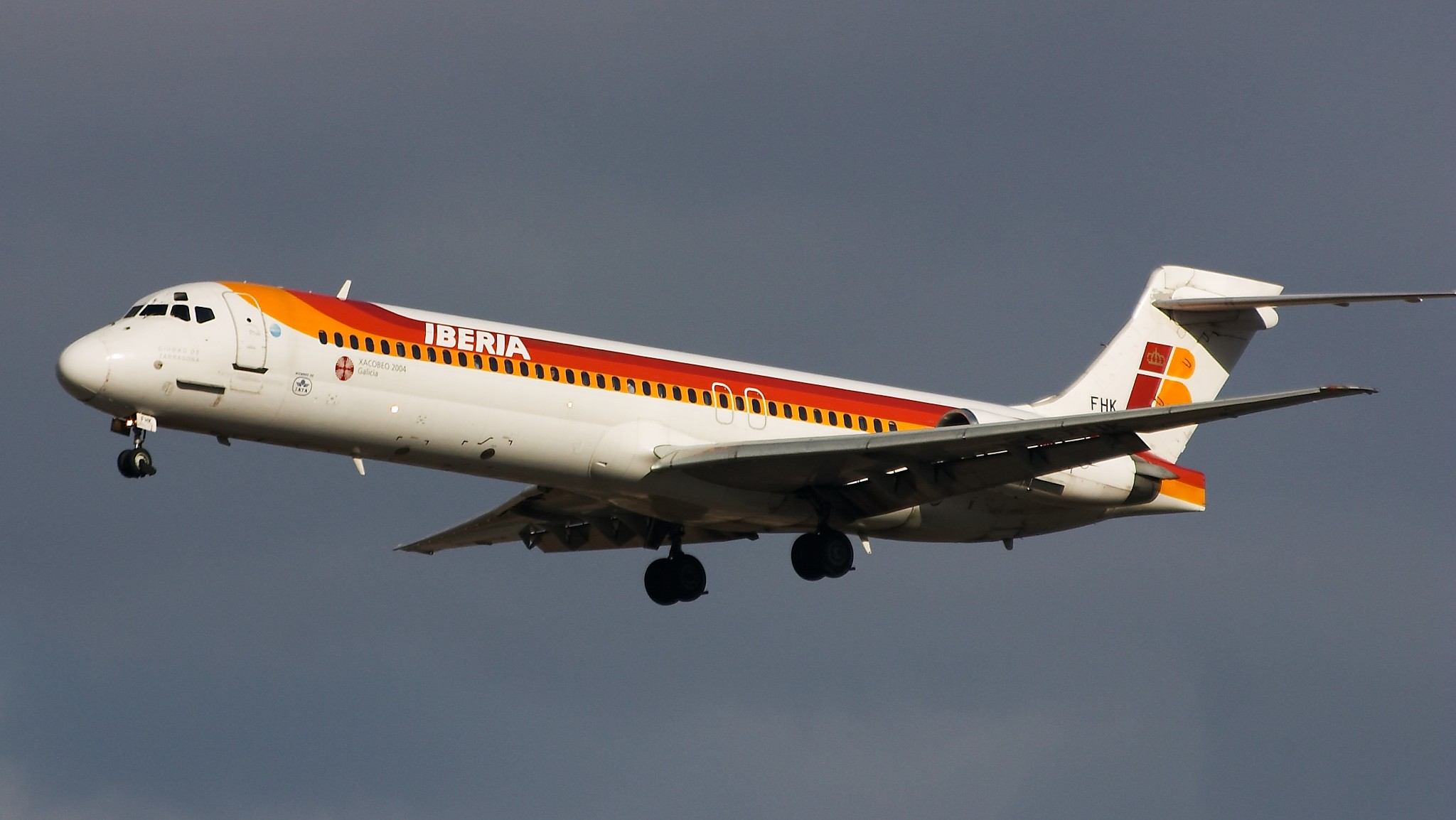
Eine MD-87 (DC-9-87) der Iberia

Die zuerst 1987 bei Finnair in Dienst gestellte MD-87 ist das einzige Mitglied der MD-80-Reihe mit abweichenden Abmessungen. Gegenüber den anderen MD-80 wurde sie um etwa 4,50 m gekürzt und erreichte somit die Länge der früheren DC-9-50 (siehe oben). Auch die maximale Kapazität entsprach mit 139 Passagieren etwa der des größten Modells der ursprünglichen DC-9-Reihe. Größter Abnehmer wurde Iberia mit 24 MD-87. Die Entwicklung der MD-87 begann am 3. Januar 1985 nach einer Bestellung durch die Erstkunden Finnair und Austrian im Dezember 1984. Der Erstflug fand am 4. Dezember 1986 statt, die FAA zertifizierte den Typ am 21. Oktober 1987.
Neben der Rumpfkürzung wurden in der MD-87 neue Cockpittechnologien eingeführt, so bekam die Variante als erste der MD-80-Baureihe ein elektronisches Fluginformationssystem (EFIS), optional konnte ein Head-Up-Display bestellt werden.
Im Gegensatz zu den Flugzeugen der übrigen MD-80-Reihe wurde von der MD-87 auch eine spezielle Version mit gesteigerter Reichweite angeboten, was durch den Einbau von Zusatztanks im hinteren Frachtraum erreicht wurde. Entsprechende Maschinen wurden unter anderem von der schwedischen Transwede auf transatlantischen Charterflügen nach Barbados, Fort Lauderdale und Miami eingesetzt.

## Betreiber
Von 1.191 produzierten MD-80 waren mit Stand Januar 2019 noch 238 im aktiven Dienst.

## Zwischenfälle
Vom Erstflug 1979 bis Juni 2022 kam es mit McDonnell Douglas DC-9-80 (MD-80) zu 47 Totalschäden. Bei 16 davon kamen 1458 Menschen ums Leben. Auszüge:
- Am 1. Dezember 1981 wurde eine DC-9-82 (MD-82) der jugoslawischen Inex-Adria Aviopromet (Luftfahrzeugkennzeichen YU-ANA) während einer Warteschleife über dem Flughafen Ajaccio auf Korsika gegen den Gipfel des Bergs San Pietro geflogen. Die Maschine war auf dem Weg von Ljubljana. Bei diesem bereits dritten CFIT (Controlled flight into terrain) der Inex Adria wurden alle 180 Passagiere und Crewmitglieder getötet (siehe auch Inex-Adria-Aviopromet-Flug 1308).[8]

- Am 16. August 1987 stürzte eine McDonnell Douglas DC-9-82 (MD-82) der US-amerikanischen Northwest Airlines (N312RC) auf dem Weg nach Phoenix kurz nach dem Start vom Flughafen Detroit Metropolitan (Michigan) auf eine belebte Straße. Von den 155 Menschen an Bord starben alle bis auf ein Kind sowie zwei Autofahrer.[9]

- Am 12. Juni 1988 stürzte eine DC-9-81 (MD-81) der argentinischen Austral Líneas Aéreas (N1003G) beim Landeanflug auf den Flughafen Posadas (Argentinien) ab. Das Flugzeug kollidierte bei schlechter Sicht mit Eukalyptusbäumen und schlug drei Kilometer vor dem Flughafen auf dem Boden auf. Alle 22 Insassen starben.[10]

- Am 27. Dezember 1991 zerbrach eine DC-9-81 (MD-82) der SAS Scandinavian Airlines (OY-KHO) bei einer Notlandung auf einem Feld bei Gottröra in Schweden. Im Steigflug löste sich von den vereisten Tragflächen Eis, das in die Triebwerke gesaugt wurde und diese zum Ausfall brachte. Obwohl die Maschine bei der Bruchlandung in mehrere Teile zerbrach, überlebten alle 129 Insassen (siehe auch Scandinavian-Airlines-System-Flug 751).[11]

- Am 26. Oktober 1993 überschoss eine McDonnell Douglas DC-9-82 (MD-82) der China Eastern Airlines (B-2103) beim Landeanflug auf den Flughafen von Fuzhou das Landebahnende. Als das Flugzeug noch zwei Kilometer von der Landebahn entfernt war, bemerkte der Kapitän eine Seitenabweichung nach rechts und eine zu große Höhe. Er versuchte dies zu korrigieren, entschied sich aber in einer Höhe von 20 Metern für ein Durchstartmanöver und gab Vollgas. Das Flugzeug sank allerdings weiterhin und der Kapitän brach das bereits eingeleitete Durchstarten wieder ab. Die Maschine landete 1983 Meter hinter dem Beginn der Landebahn. Das Flugzeug überschoss das Ende der Landebahn um 385 Meter, zerbrach und kam in einem Teich zum Stehen. Von den achtzig Insassen kamen 2 Passagiere ums Leben (siehe auch China-Eastern-Airlines-Flug 5398).[12]

- Am 13. November 1993 kollidierte eine SAIC MD-82 der China Northern Airlines (B-2141) aufgrund eines Pilotenfehlers im Anflug auf Ürümqi mit einer Mauer, streifte eine Stromleitung und stürzte auf ein Feld. Dadurch wurden 12 der 102 Insassen getötet. Die Piloten hatten eine falsche Sinkrate eingegeben und die anschließenden Warnungen des Bodenannäherungswarnsystems vor einer drohenden Kollision mit dem Boden aufgrund mangelnder Englischkenntnisse nicht verstanden (siehe auch China-Northern-Airlines-Flug 6901).

- Am 6. Juli 1996 kamen bei einem Zwischenfall mit einer MD-88 der US-amerikanischen Delta Air Lines (N927DA) von Pensacola nach Atlanta zwei der 142 Insassen ums Leben, als sich beim Start ein Triebwerk zerlegte. Die MD-88 wurde repariert (siehe auch Delta-Air-Lines-Flug 1288).

- Am 1. Juni 1999 geriet eine DC-9-82 (MD-82) der US-amerikanischen American Airlines (N215AA) während der Landung in Little Rock (Arkansas) bei Gewitter von der Landebahn ab und prallte gegen eine Leitplanke hinter dem Flughafen. Von den 145 Menschen an Bord kamen 11 ums Leben (siehe auch American-Airlines-Flug 1420).[13]

- Am 31. Januar 2000 stürzte eine DC-9-83 (MD-83) der US-amerikanischen Alaska Airlines (N963AS) nahe Los Angeles, USA in den Pazifischen Ozean nahe Point Mugu bei Oxnard (Kalifornien). Die Maschine befand sich auf dem Flug vom mexikanischen Puerto Vallarta nach San Francisco. Ursache war der Verschleiß einer Gewindestange zur Trimmung des Höhenleitwerks infolge mangelhafter Wartung. Zunächst war es für die Crew nur schwierig, die Höhe zu halten. Als die Gewindestange schließlich aus ihrem Antrieb und der Führung rutschte, begann das Höhenleitwerk lose an der Seitenruderflosse zu pendeln, wodurch die Piloten die Kontrolle über die Höhenruder und kurz darauf über das Flugzeug verloren. Grund war ein aus Kostengründen verlängertes Wartungsintervall der Mechanik der Höhenrudertrimmung, welche bei der DC-9-83 nicht ausfallsicher ausgeführt ist. Alle 88 Personen an Bord starben (siehe auch Alaska-Airlines-Flug 261).[14][15]

- Am 8. Oktober 2001 kollidierte eine Douglas DC-9-87 (MD-87) der SAS Scandinavian Airlines (SE-DMA) beim Start auf dem Flughafen Mailand-Linate mit einem Cessna CitationJet CJ2 (D-IEVX) der Air Evex. Bei schlechter Sicht rollte der Privatjet auf die Runway, auf der sich gerade die DC-9-87 (MD-87) im Startlauf befand. Im Moment des Abhebens kollidierten die beiden Maschinen, wodurch bei der DC-9 das rechte Fahrwerk abgerissen wurde, das wiederum an der rechten Tragfläche die Landeklappen beschädigte und das rechte Triebwerk vom Rumpf riss. Die Maschine konnte noch kurz steigen, jedoch erzeugte das linke Triebwerk nicht genügend Schub, da es Fremdkörper eingesaugt hatte. Nachdem die Maschine wieder auf der Landebahn aufschlug, konnte noch der Umkehrschub aktiviert werden; jedoch stürzte die Maschine nach einigen hundert Metern in eine Gepäckhalle, die daraufhin teilweise einstürzte. Von den 110 Insassen überlebte niemand; außerdem wurden vier Personen in der Gepäckhalle und die vier Insassen des Privatjets getötet (siehe auch Flugzeugkollision von Mailand-Linate 2001).[16]

- Am 7. Mai 2002 stürzte eine DC-9-82 (MD-82) der China Northern Airlines (B-2138) bei Dalian in China ab, nachdem ein Passagier an Bord ein Feuer gelegt hatte und die Piloten die Kontrolle verloren. Alle 112 Menschen an Bord starben (siehe auch China-Northern-Airlines-Flug 6136).[17]

- Am 30. November 2004 schoss eine DC-9-82 (MD-82) der indonesischen Billigfluggesellschaft Lion Air (PK-LMN) bei der Landung am Flughafen Surakarta über die Landebahn hinaus und kollidierte mit einem Metallzaun. Dabei kamen 23 Passagiere und 2 Besatzungsmitglieder ums Leben (siehe auch Lion-Air-Flug 583).[18]

- Am 16. August 2005 stürzte eine DC-9-82 (MD-82) der kolumbianischen West Caribbean Airways (HK-4374X) mit 160 Menschen an Bord auf dem Weg von Panama nach Martinique ab. Es gab keine Überlebenden. Die Chartermaschine verunglückte in einer bewaldeten Gebirgsregion im Nordwesten Venezuelas in der Nähe der Grenze zu Kolumbien, nachdem das Triebwerksdruckverhältnis und die Geschwindigkeit gesunken waren. Es kam während des daraufhin eingeleiteten Sinkfluges zu einem Strömungsabriss. Der gesamte Absturz von FL330 bis zum Aufschlag auf den Boden dauerte nur dreieinhalb Minuten. Wahrscheinlich geriet die Maschine in einen als Deep Stall bezeichneten Zustand, der aufgrund des Verlustes der Höhenruderfunktion in der Regel auch aus großen Höhen zum Absturz führt (siehe auch West-Caribbean-Airways-Flug 708).[19]

- Am 16. September 2007 wurde mit einer DC-9-83 (MD-83) der thailändischen Billigfluggesellschaft One-Two-Go Airlines (einer Tochtergesellschaft der „Orient Thai Airlines“) (HS-OMG) kurz vor der Landung auf dem Flughafen Phuket ein Durchstarten eingeleitet, welches jedoch misslang, da der Schub auf Leerlauf ging. Die Maschine krachte neben der Landebahn auf den Boden, zerbrach in zwei Teile und geriet in Brand. Es befanden sich 130 Insassen (davon 123 Passagiere) an Bord, von denen 90 diesen Unfall nicht überlebten (siehe auch Flug OG 269).[20][21]

- Am 11. Oktober 2007 musste eine DC-9-83 (MD-83) der ägyptischen Fluggesellschaft AMC Airlines (SU-BOY) auf dem Flughafen Istanbul-Atatürk notgelandet werden. Die Maschine war auf dem Weg von Hurghada nach Warschau. Sie machte dabei eine kontrollierte Bauchlandung und kam von der Piste ab. Bei dem Vorfall wurde ein Passagier verletzt. Das Flugzeug wurde irreparabel beschädigt.[22]

- Am 30. November 2007 wurde eine von der türkischen Gesellschaft Atlasjet (heute agiert diese unter dem Namen „AtlasGlobal“) gecharterte DC-9-83 (MD-83) (TC-AKM) im Anflug auf (Isparta) im Südwesten der Türkei in den Berg Türbetepe geflogen. Alle 57 Insassen wurden durch diesen CFIT (Controlled flight into terrain) getötet. Die Wetterverhältnisse waren zum Zeitpunkt des Absturzes gut (siehe auch Atlasjet-Flug 4203).

- Anfang April 2008 musste American Airlines ihre MD-80-Flotte stilllegen und über 2400 Flüge aus technischen Gründen absagen. Nach Angaben der US-Luftfahrtbehörde gab es Wartungsprobleme mit der Verkabelung in einem der Radschächte. Die Fluggesellschaft betrieb zu diesem Zeitpunkt rund 300 MD-80-Jets, was etwas weniger als der Hälfte der gesamten noch aktiven Flotte des Typs entsprach. Auch Delta Air Lines musste Flüge streichen. Von Stilllegungen und Flugstreichungen aufgrund verstärkter FAA-Inspektionen waren auch andere Typen betroffen, unter anderem Boeing 737 bei Southwest Airlines und Boeing 777 bei United Airlines.[23]

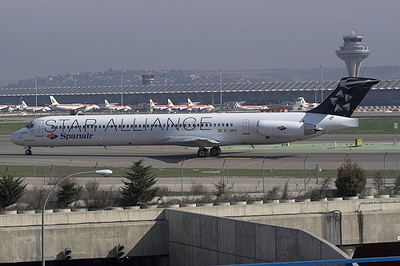
Die Unfallmaschine der Spanair

- 31. Juli 2008 – An einer McDonnell Douglas MD-88 der spanischen Iberia (EC-FPD) fiel während des Starts vom Flughafen Wien-Schwechat das linke Triebwerk aus. Bei der Bearbeitung der Checklisten während der Rückkehr zum Flugplatz stellten die Piloten fest, dass das linke Hauptfahrwerk laut Anzeige nicht verriegelt sei. Bei der Landung schleiften die geöffneten Fahrwerksklappen über die Landebahn; das Flugzeug wurde irreparabel beschädigt. Beitragende Faktoren zum Unfall waren etliche Wartungsfehler.[24]

- Am 20. August 2008 verunglückte eine DC-9-82 (MD-82) (EC-HFP) der Spanair mit 172 Menschen an Bord beim Start auf dem Flughafen Madrid-Barajas. Die Maschine sackte kurz nach dem Start wieder ab und ging am Boden in Flammen auf. Sie sollte nach Las Palmas de Gran Canaria fliegen.[25] Bei dem Unfall starben 154 Menschen, darunter fünf Deutsche.[26] Grund war vermutlich, dass Vorflügel und Landeklappen nicht ausgefahren waren und ein entsprechendes Warnsignal nicht ausgelöst wurde (siehe auch Spanair-Flug 5022).[27]

- Am 3. Juni 2012 stürzte eine DC-9-83 (MD-83) der nigerianischen Dana Air (5N-RAM) in ein Wohnviertel in Lagos. Alle 153 Personen an Bord sowie 10 Menschen am Boden wurden getötet (siehe auch Dana-Air-Flug 992).[28]

- Am 24. Juli 2014 stürzte eine DC-9-83 (MD-83) der Fluggesellschaft Air Algérie, die von der spanischen Swiftair geleast war (EC-LTV), im Süden Malis ab. Alle 116 Insassen, sechs Besatzungsmitglieder und 110 Passagiere, wurden getötet. Der Flug war von Ouagadougou nach Algier unterwegs. Hauptursache war es, dass die Piloten vergessen hatten, die Enteisung der Drucksensoren an den Triebwerkseinläufen einzuschalten (siehe auch Air-Algérie-Flug 5017).[29]

- Am 5. März 2015 rutschte eine MD-88 der US-amerikanischen Delta Air Lines (N909DL) bei der Landung in New York-LaGuardia von der Landebahn und blieb in einer Erhöhung am Ende der Landebahn hängen. Es wurden 23 Passagiere leicht verletzt, das Flugzeug wurde irreparabel beschädigt (siehe auch Delta-Air-Lines-Flug 1086).[30]

- Am 17. August 2015 brach die Besatzung der DC-9-83 (MD-83) der US-amerikanischen Allegiant Air (N407NV) von Las Vegas nach Peoria (Illinois) den Startlauf bei hoher Geschwindigkeit ab, da das Bugfahrwerk zu früh und ohne Steuerbetätigung der Piloten vom Boden abgehoben hatte. Es stellte sich heraus, dass das Höhenruder aufgrund einer abgefallenen Schraubenmutter an einem Bauteil, das zu dessen Ansteuerung dient, in der Aufwärtsstellung verklemmt war.[31] Hätte die Besatzung den Start nicht abgebrochen, dann hätte im schlimmsten Fall ein ähnlicher Unfall wie der einer DC-9-83 (MD-83) am 31. Januar 2000 auf dem Alaska-Airlines-Flug 261 (siehe oben) passieren können.

- Am 27. Januar 2020 überrollte eine DC-9-83 (MD-83) der iranischen Caspian Airlines (EP-CPZ) bei der Landung auf dem Flughafen Mahschahr im Südwesten des Irans mit leichtem Rückenwind das Ende der Landebahn. Die Maschine kam erst auf einer dahinterliegenden Autobahn zum Stehen. Das Fahrwerk brach weg, das Flugzeug wurde irreparabel beschädigt. Alle 144 Insassen blieben unverletzt.[32]

- Am 19. Oktober 2021 kam die private DC-9-87 (MD-87) mit dem Luftfahrzeugkennzeichen N987AK des Bauunternehmers James Alan Kent beim Start von der Piste ab, touchierte einen Zaun und ging in Flammen auf. Sämtliche Menschen an Bord (3 Crew und 18 Passagiere, darunter auch der Eigentümer selbst) konnten das Flugzeug rechtzeitig verlassen; zwei Passagiere wurden mit leichten Verletzungen hospitalisiert. Das Flugzeug brannte komplett aus. Die Gruppe war von Houston TX (Huston Executive Airport) unterwegs nach Boston MA zu einem Spiel der American League Championship Series (ALCS) zwischen den Houston Astros und den Boston Red Sox.[33][34]

- Am 21. Juni 2022 verunglückte eine DC-9-82 (MD-82) der Red Air aus der Dominikanischen Republik mit dem Kennzeichen HI1064 und der Werknummer 49566 in Miami. Bei der Landung auf der Bahn 09 des Miami International Airport, Florida, brach das linke Hauptfahrwerk zusammen. Das Flugzeug kam anschließend nach links von der Landebahn ab. Mit der rechtem Flügel rammte die Maschine einen Radarmast und nahm diesen mit, wodurch der rechte Flügel in Brand geriet. Alle 130 Passagiere und zehn Besatzungsmitglieder konnten das Flugzeug verlassen; dabei gab es drei Leichtverletzte. Das Flugzeug wurde irreparabel beschädigt.[35]

## Technische Daten
| Kenngröße                   | MD-81                          | MD-82/-88                                                                   | MD-83                               | MD-87                       |
| --------------------------- | ------------------------------ | --------------------------------------------------------------------------- | ----------------------------------- | --------------------------- |
| Länge                       | 45,10 m                        | 45,10 m                                                                     | 45,10 m                             | 39,70 m                     |
| Spannweite                  | 32,80 m                        | 32,80 m                                                                     | 32,80 m                             | 32,80 m                     |
| Höhe                        | 9,05 m                         | 9,05 m                                                                      | 9,05 m                              | 9,30 m                      |
| Flügelfläche                | 92,97 m²                       | 92,97 m²                                                                    | 92,97 m²                            | 92,97 m²                    |
| Flügelstreckung             | 11,6                           | 11,6                                                                        | 11,6                                | 11,6                        |
| max. Startmasse             | 63.503 kg                      | 67.812 kg                                                                   | 72.575 kg                           | 63.503 kg 67.813 kg 1       |
| Reisegeschwindigkeit        | Mach 0,76 ca. 811 km/h         | Mach 0,76 ca. 811 km/h                                                      | Mach 0,76 ca. 811 km/h              | Mach 0,76 ca. 811 km/h      |
| typ. Passagiere (2 Klassen) | 155                            | 152                                                                         | 155                                 | 130                         |
| max. Passagiere (1 Klasse)  | 172                            | 172                                                                         | 172                                 | 139                         |
| max. Reichweite             | 2.897 km                       | 3.798 km                                                                    | 4.635 km                            | 4.395 km (5.428 km) 5       |
| Dienstgipfelhöhe            | 11.277 m                       | 11.277 m                                                                    | 11.277 m                            | 11.277 m                    |
| Antrieb                     | 2 P&W JT8D-209 à 82 kN         | 2 P&W JT8D-217A/C à 89 kN                                                   | 2 P&W JT8D-219 à 93,4 kN            | 2 P&W JT8D-217C à 89 kN     |
| Erste Auslieferung          | 13. September 1980 an Swissair | 5. August 1981 an Republic Airline 2 19. Dezember 1987 an Delta Air Lines 3 | 20. Februar 1985 an Alaska Airlines | 1. November 1987 an Finnair |
| Letzte Auslieferung         | 24. Juni 1994 an JAL           | 17. November 1997 an U-Land Airlines 2 25. Juni 1997 an Onur Air 3          | 21. Dezember 1999 an TWA            | 23. März 1992 an SAS        |
| Gesamtzahl produziert       | 132                            | 569 2 4 150 3                                                               | 265                                 | 75                          |